# Rata de les arrels gegant
La rata de les arrels gegant (Tachyoryctes macrocephalus) és una espècie de la família dels espalàcids. És endèmic de les muntanyes Bale (Etiòpia), on viu a una altitud d'entre 3.000 i 4.150 msnm. El seu hàbitat natural són els herbassars alpins. Gran part de la seva distribució es troba a l'interior del Parc Nacional de les Muntanyes Bale. Està amenaçat pel sobrepasturatge del seu entorn per ramats de bestiar.